# Neolophonotus munroi
Neolophonotus munroi là một loài ruồi trong họ Asilidae. Neolophonotus munroi được Londt miêu tả năm 1987. Loài này phân bố ở vùng nhiệt đới châu Phi.